# Christian Frederiksen
Christian Frederiksen (Copenhague, 31 de enero de 1965) es un deportista danés que compitió en piragüismo en las modalidades de aguas tranquilas y maratón.
Participó en cuatro Juegos Olímpicos entre los años 1988 y 2000, obteniendo una medalla de plata en Barcelona 1992 en la prueba de C2 1000 m. Ganó ocho medallas en el Campeonato Mundial de Piragüismo en Aguas Tranquilas entre los años 1986 y 1993, y tres medallas en el Campeonato Mundial de Piragüismo en Maratón entre los años 1988 y 1992.

## Palmarés internacional

### Piragüismo en aguas tranquilas
| Juegos Olímpicos   | Juegos Olímpicos       | Juegos Olímpicos  | Juegos Olímpicos |
| Año                | Lugar                  | Medalla           | Competición      |
| ------------------ | ---------------------- | ----------------- | ---------------- |
| 1992               | Barcelona (España)     | Medalla de plata  | C2 1000 m        |
| Campeonato Mundial |                        |                   |                  |
| Año                | Lugar                  | Medalla           | Competición      |
| 1986               | Montreal (Canadá)      | Medalla de bronce | C2 10 000 m      |
| 1987               | Duisburgo (Alemania)   | Medalla de oro    | C2 10 000 m      |
| 1989               | Plovdiv (Bulgaria)     | Medalla de oro    | C2 1000 m        |
| 1989               | Plovdiv (Bulgaria)     | Medalla de oro    | C2 10 000 m      |
| 1990               | Poznań (Polonia)       | Medalla de oro    | C2 10 000 m      |
| 1993               | Copenhague (Dinamarca) | Medalla de oro    | C2 1000 m        |
| 1993               | Copenhague (Dinamarca) | Medalla de oro    | C2 10 000 m      |
| 1993               | Copenhague (Dinamarca) | Medalla de plata  | C2 500 m         |

### Piragüismo en maratón
| Campeonato Mundial | Campeonato Mundial       | Campeonato Mundial | Campeonato Mundial |
| Año                | Lugar                    | Medalla            | Competición        |
| ------------------ | ------------------------ | ------------------ | ------------------ |
| 1988               | Nottingham (Reino Unido) | Medalla de plata   | C2                 |
| 1990               | Copenhague (Dinamarca)   | Medalla de oro     | C2                 |
| 1992               | Brisbane (Australia)     | Medalla de oro     | C2                 |